# Diaprepes
Diaprepes är ett släkte av skalbaggar som beskrevs av Carl Johan Schönherr 1826. Diaprepes ingår i familjen vivlar.

## Dottertaxa tillDiaprepes, i alfabetisk ordning[1][2]
- Diaprepes abbreviatus
- Diaprepes affinis
- Diaprepes albofasciatus
- Diaprepes aurarius
- Diaprepes balloui
- Diaprepes brevis
- Diaprepes capsicalis
- Diaprepes circumdatus
- Diaprepes comma
- Diaprepes denudatus
- Diaprepes distinguendus
- Diaprepes doublieri
- Diaprepes doublierii
- Diaprepes elegans
- Diaprepes elegantulus
- Diaprepes esuriens
- Diaprepes excavatus
- Diaprepes famelicus
- Diaprepes farinosus
- Diaprepes fauchius
- Diaprepes festivus
- Diaprepes foveicollis
- Diaprepes glaucus
- Diaprepes guadeloupensis
- Diaprepes hemigrammus
- Diaprepes hemipterus
- Diaprepes impressus
- Diaprepes interruptus
- Diaprepes irregularis
- Diaprepes japonensis
- Diaprepes lepidopterus
- Diaprepes lineicollis
- Diaprepes lundi
- Diaprepes marginatus
- Diaprepes marginicollis
- Diaprepes modestus
- Diaprepes novemdecempunctatus
- Diaprepes pictus
- Diaprepes pulverulentus
- Diaprepes purvesi
- Diaprepes pustulatus
- Diaprepes quadrilineatus
- Diaprepes quadritaenia
- Diaprepes reticulatus
- Diaprepes revestitus
- Diaprepes rohrii
- Diaprepes rufescens
- Diaprepes sejugatus
- Diaprepes sommeri
- Diaprepes spengleri
- Diaprepes splengeri
- Diaprepes tredecimmaculatus
- Diaprepes variegatus
- Diaprepes verecundus
- Diaprepes vicinus
- Diaprepes vitraci
- Diaprepes vittatus